# Academia Nacional del Tango de la República Argentina
La Academia Nacional del Tango de la República Argentina fue creada el 28 de junio de 1990, por Decreto 1235 del Poder Ejecutivo Nacional con el fin de recopilar, ordenar, estudiar y salvar definitivamente de toda posibilidad de pérdida o destrucción el patrimonio cultural que el tango y sus expresiones derivadas significan.
La Academia Nacional del Tango funciona en su sede de Avenida de Mayo 833, sobre el tradicional Café Tortoni, en la ciudad de Buenos Aires. Esta depende del Ministerio de Educación y la Secretaría de Cultura y es la decimosexta en la historia de las Academias Nacionales.
Entre los considerandos del decreto se puede leer:

- “Que el Tango como arte musical, coreográfico, poético e interpretativo, lleva un siglo de vigencia inalterable como expresión auténtica y profunda del pueblo argentino.”

- “Que esta vigencia creadora del Tango está en no menos de cincuenta mil (50.000) obras compuestas, editadas y estrenadas y que existen, desde fines del siglo XIX, más de cincuenta mil versiones grabadas de dichas obras en diversos soportes fonográficos, cinematográficos y de otro tipo en la República Argentina y en todo el mundo.”

- “Que dicha creación del Tango ha representado, como pocas artes nacionales y desde principios de este siglo, a la República Argentina en todo el mundo.”

- “Que es de toda justicia que el Estado le otorgue la significación que corresponde a esta manifestación cultural, ratificando el amor y la adhesión plena que nuestro pueblo naturalmente le concede.”

## Actividades
La Academia cuenta con una nutrida biblioteca y realiza periódicamente seminarios, plenarios, cursos y exposiciones. También ha producido una serie de publicaciones en diferentes formatos (libros, revistas, cuadernillos) y en forma mensual y permanente los periódicos El Chamuyo y El Chamuyito.